# Napoleon Murphy Brock

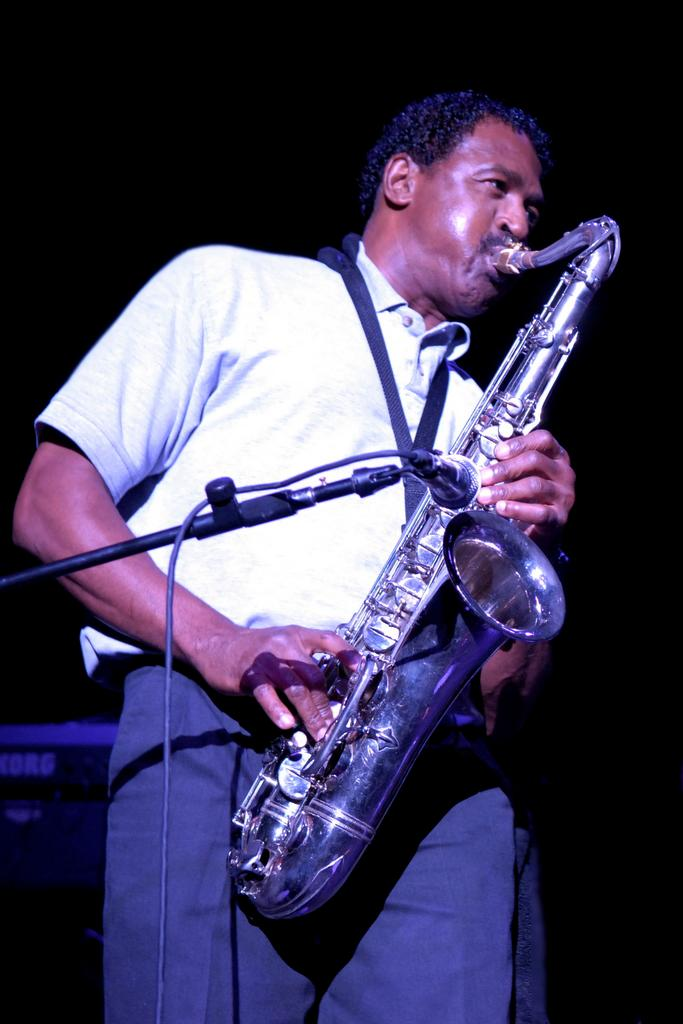

Napoleon Murphy Brock (23 april 1943) is een Amerikaanse zanger en saxofonist die begin jaren 70 vooral bekend werd als lid van The Mothers of Invention, een band die opgericht en begeleid werd door Frank Zappa. Toen hij na vier jaar uit de band stapte zei hij dat hij een half jaar nodig had om zich te deprogrammeren. In 2005 speelde hij in de film Rock School.
Brock verzorgde de zang, saxofoon en dwarsfluit op de volgende Zappa-albums:
- Apostrophe (‘)
- Roxy & Elsewhere
- One Size Fits All
- Bongo Fury
- Zoot Allures
- Sleep Dirt
- Sheik Yerbouti
- Them Or Us
- Thing-Fish
- You Can’t Do That On Stage Anymore vol. 1, 2, 3, 4 en 6
- Frank Zappa Plays The Music Of Frank Zappa
- FZ:OZ
- Quaudiophiliac
- BTB

- Bibsys: 7029879
- Gemeinsame Normdatei: 1292527161
- Library of Congress Control Number: n2017050539
- MusicBrainz: fddef795-c4fe-419e-8822-5130cff27b29
- Virtual International Authority File: 70149106190968491497
- WorldCat: E39PBJpdP6rxPCCtv8PxtrRtKd